# Igor Štohl
Igor Štohl est un joueur d'échecs slovaque et un auteur de livres sur les échecs né le 27 septembre 1964 à Bratislava. Grand maître international depuis 1992, il a remporté le championnat de Slovaquie en 1984 et le tournoi d'échecs de Dortmund en 1991.
Au 1er janvier 2017, il est le numéro trois slovaque avec un classement Elo de 2 496 points.

## Compétitions par équipe
Igor Štohl a participé à cinq olympiades : trois avec la Tchécoslovaquie (en 1990, 1992 et 1994) et deux avec la Slovaquie (en 2000 et 2006). L'équipe de Tchécoslovaquie finit quatrième en 1990. Il a joué lors de quatre championnat d'Europe par équipe : en 1989, 1997, 1999 et 2001.
Avec la Slovaquie, il a remporté le championnat d'Europe par équipe sénior (joueurs de plus de cinquante ans) en 2015 (il jouait au deuxième échiquier).

## Publications
- Les Meilleures parties de Garry Kasparov, 2 tomes, Olibris, 2006 et 2008
- (en)Instructive Modern Chess Masterpieces, Gambit Publications, 2001,  (ISBN 1-904600-04-2)
- avec Knaak et Rogozenko : World Champion Emanuel Lasker, DVD publié par chessbase, 2002